# 2025년 동계 아시안 게임 파키스탄 선수단
2025년 동계 아시안 게임 파키스탄 선수단은 2025년 2월 7일부터 14일까지 중화인민공화국 하얼빈에서 열리는 2025년 동계 아시안 게임에 참가할 예정인 파키스탄 선수단이다.

## 선수단
아래 표는 종목별, 성별 파키스탄 대표단 선수 수이다.
| 종목         | 남자 | 여자 | 합계 |
| ------------ | ---- | ---- | ---- |
| 알파인스키   | 1    | 0    | 1    |
| 크로스컨트리 | 1    | 0    | 1    |
| 합계         | 2    | 0    | 2    |